# Nanshiungosaurus brevispinus
Il nanshiungosauro (Nanshiungosaurus brevispinus) è un dinosauro noto attraverso i resti fossili di parte della colonna vertebrale e del bacino. Ritrovato in terreni del Cretaceo superiore in Cina, questo animale è stato descritto nel 1979 ma non si è riusciti a classificarlo adeguatamente se non molti anni dopo, quando vennero scoperti i segnosauridi. Nanshiungosaurus, infatti, possedeva delle caratteristiche intermedie tra quelle dei due grandi gruppi di dinosauri, i saurischi e gli ornitischi. In particolare, il bacino era simile a quello di un sauropode, ma il pube era rivolto all'indietro come quello degli ornitischi.

## Un piccolo sauropode o uno strano teropode?
Alcuni paleontologi pensavano si trattasse di un piccolo sauropode molto insolito, ma in seguito alla corretta classificazione di Segnosaurus ed Erlikosaurus si è capito che questo strano dinosauro faceva parte del gruppo dei segnosauridi, enigmatici teropodi del Cretaceo. Nanshiungosaurus è ritenuto essere un segnosauride stranamente corto e robusto (lunghezza 4 metri). Un'altra specie ascritta a questo genere è N. bohlini, ma probabilmente deve essere classificata come una forma a sé stante.

## Altri progetti

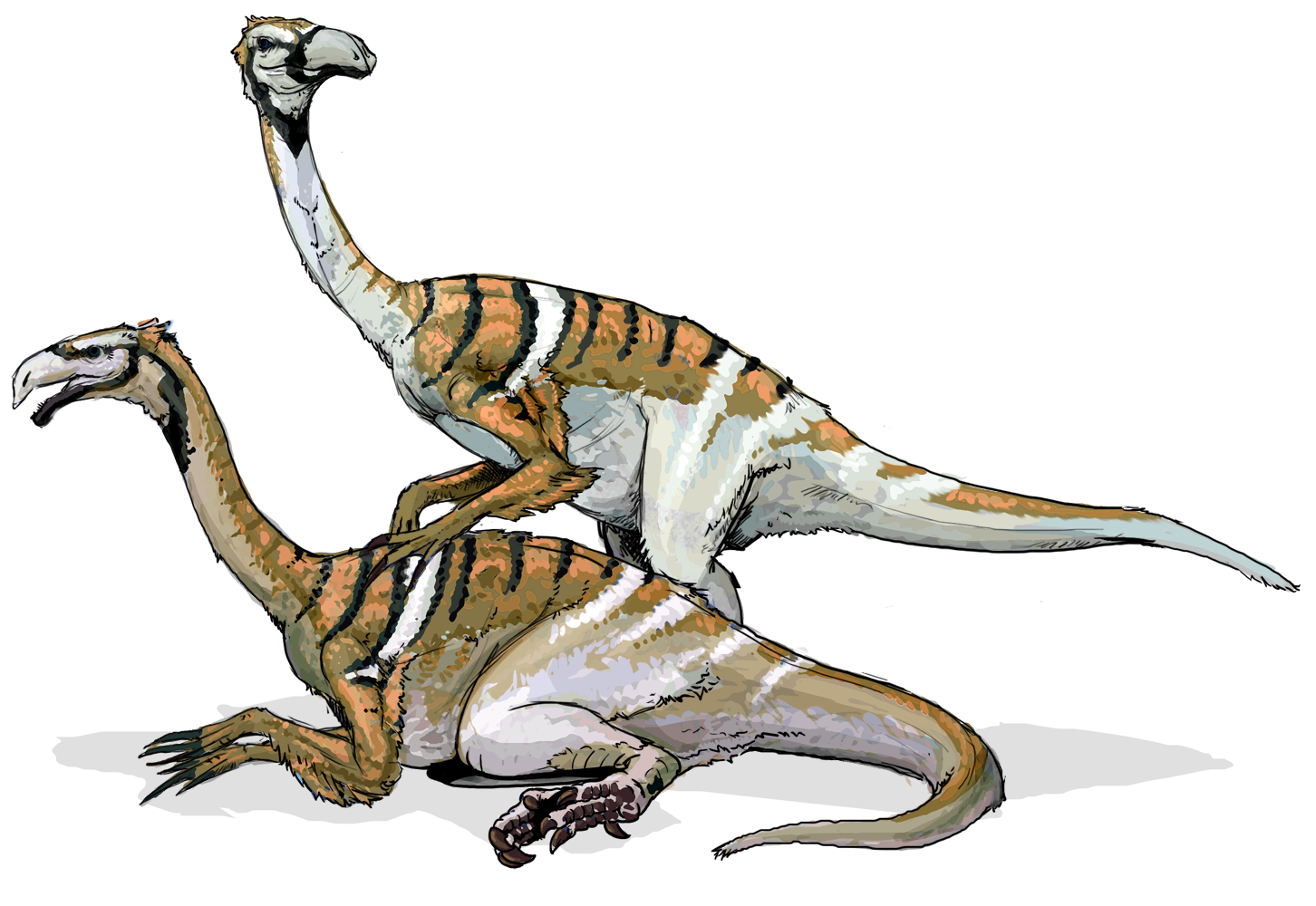
Ricostruzione di Nanshiungosaurus